# Bloody Mary 3D
Pour les articles homonymes, voir Bloody Mary (homonymie).
Pour plus de détails, voir Fiche technique et Distribution.
Bloody Mary 3D est un film américain réalisé par Charlie Vaughn, sorti en 2011.

## Synopsis
Tout en faisant une vidéo musicale, un groupe de cinéastes réveille accidentellement la malédiction de Bloody Mary (Veronica Ricci), une jeune femme qui a été brutalement assassiné il y a plus de 100 ans par son mari jaloux.

## Fiche technique
- Titre : Bloody Mary 3D / Bloody Mary
- Réalisation : Charlie Vaughn
- Scénario : Keith Parker
- Producteur :
- Production : Tom Cat Films, Sterling Entertainment
- Distributeur :
- Musique :
- Pays de production :  États-Unis
- Langue d'origine : Anglais américain
- Lieux de tournage : Garden Grove, Californie, États-Unis
- Genre : horreur
- Durée : 82 minutes
- Date de sortie :
  - États-Unis : 1er décembre 2011
  - Inde : 30 décembre 2011
  - Pakistan : 30 décembre 2011
  - Pays-Bas : 8 septembre 2012
  - Japon : 3 juillet 2013
- interdit aux moins de 12 ans

## Distribution
- Veronica Ricci : Mary Worth / Bloody Mary
- Alena Savostikova : Elle Bree
- Derek Jameson : Matt Elias
- Bear Badeaux : Weed Bryson
- Shannon Bobo : Janet Page
- Michael Simon : Chet Wood
- Natalie Pero : Skye Thomas
- Ryan Barry McCarthy : Frank Ball
- Genna Mc'Cohen : Gwen (as Genna McCohen)
- Shawn C. Phillips : Officer Stevens
- Brittney Rose : Julie
- Diane Jay Gonzalez : Crystal
- Kevin E. Scott : Drummer Boy
- Shay Golden : Robin Goodfellow
- Ron Jeremy : Allen Sussex
- Brinke Stevens : la voix de la mère d'Elle Bree